# Abtei Notre-Dame des Dombes

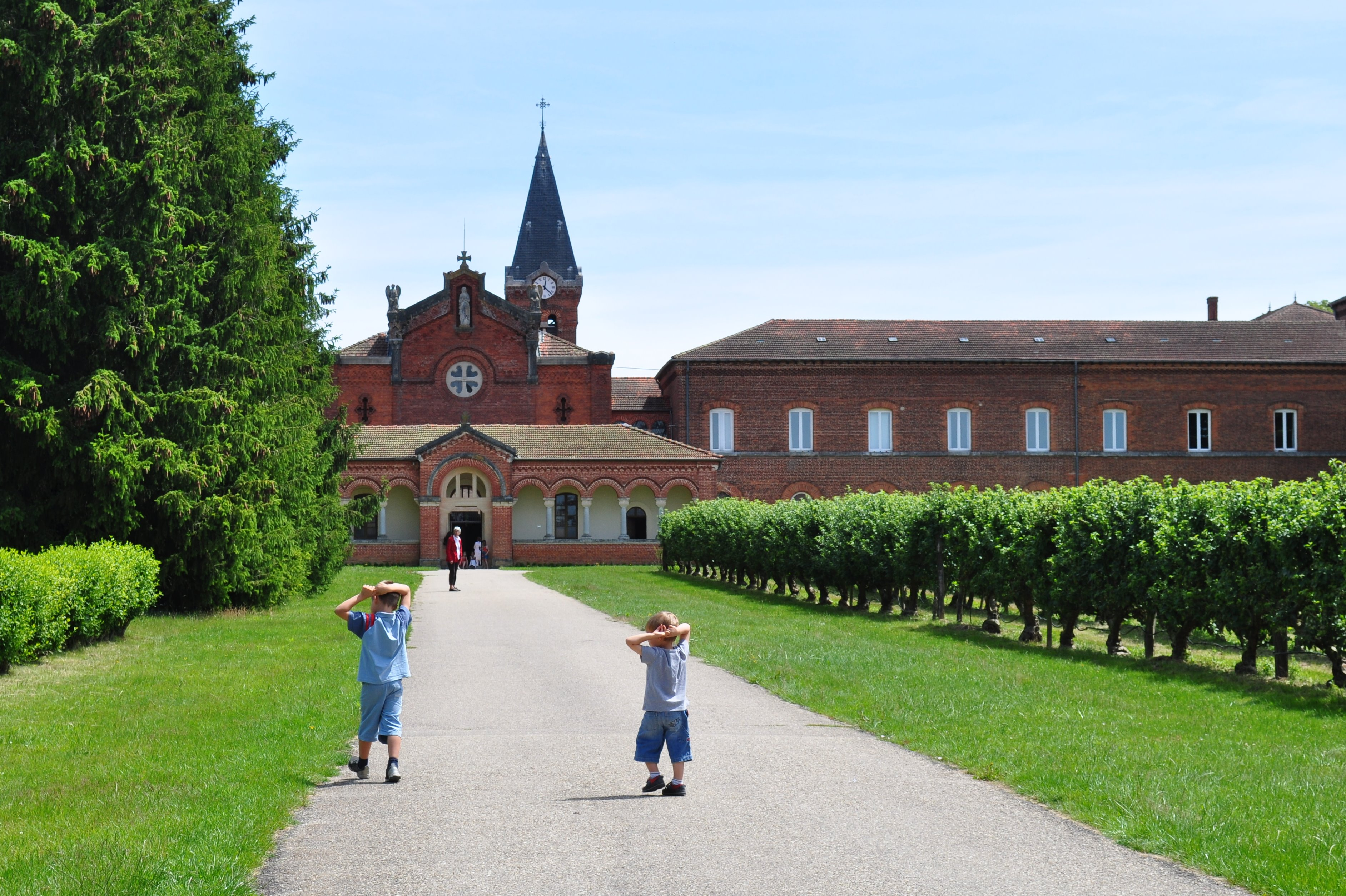
Abtei Notre-Dame des Dombes, Ansicht von Westen

Die Abtei Notre-Dame des Dombes (lat. Abbatia B. M. de Dumbis) ist ein ehemaliges Zisterzienserkloster der strengeren Observanz („Trappisten“) in Le Plantay, 40 km nordöstlich von Lyon in der Région Auvergne-Rhône-Alpes im Département Ain, im Herzen der Landschaft Dombes.

## Geschichte
Das Kloster wurde 1863 durch Trappisten auf Wunsch des Bischofs von Belley Pierre Gérault de Langalerie gegründet. 44 Mönche des Klosters Aiguebelle zogen in das neue Kloster. Die landwirtschaftliche Arbeit der Trappisten führte zu einer Effektivierung der Landwirtschaft im Ort und somit zur Verbesserung der Lebensbedingungen der Bevölkerung.
Von der klosterfeindlichen Dritten Republik bedrängt, fand es eine Exilmöglichkeit in Österreich-Ungarn und gründete 1881 auf der Reichenburg das Kloster Notre-Dame de la Délivrance („Maria Erlösung“).
Während des Zweiten Weltkrieges wurden 35 Mönche der Abtei eingezogen. Die Abtei war in die Résistance eingebunden. Sie gab Widerstandskämpfern, die sich in der umliegenden Wildnis versteckt hielten, Unterschlupf. Am 19. Mai 1944 wurden zwei Mönche von den Deutschen ermordet und andere verhaftet.
In 1946 erhielt die Abtei die Insignien der Ritter der Ehrenlegion.
Die Groupe des Dombes besteht seit 1937 als eine ökumenische Arbeitsgemeinschaft von je zwanzig evangelischen und römisch-katholischen französischsprachigen Theologen. Die Gruppe traf sich von 1968 bis 1997 in der Abtei.
Nach Auflösung des Trappistenkonvents ging das Kloster im Jahr 2001 an die Gemeinschaft Chemin Neuf über.